# Rat u kući
Rat u kući je američka humoristična TV serija koja se originalno prikazivala na Fox televiziji od 11. rujna 2005. do 22. travnja 2007. Serija govori o diskfuncijalnoj peteročlanoj obitelji s Long Islanda. Zbog svoje je radnje naišla na oštre kritike gay udruga.

## Glavne uloge
- Michael Rapaport kao David "Dave" Gold
- Anita Barone kao Victoria "Vicky" Gold
- Kyle Sullivan kao Lawrence "Larry" Gold
- Kaylee DeFer kao Hillary Gold
- Dean Collins kao Michael "Mike" Gold
- Rami Malek kao Khaleel "Kenny" Al-Bahir

## Radnja
Serija počinje prikazivanjem glave obitelji Davea Golda, njegove žene Vicky i troje djece, Hillary, Larryja i Mikea. Dave je sredovječni prodavač osiguranja židovske vjere. On na svoj, moderan način pokušava odgajati svoju djecu dok Vicky djecu pokušava odgajati na svoj način, razgovorom.
Najstarija i jedina kći, šesnaestogodišnja Hillary prava je tinejdžerica koja razmišlja o ljubavi, seksu i svemu što tinejdžeri razmišljaju. Dave se prema njoj ponaša zaštitnički te ne dozvoljava dečkima da joj se približavaju. Larry, srednji sin petnaestogodišnjak tipičan je primjer štrebera koji nikako ne pokušava biti popularan iako bi Dave htio svom silom da se Larry bavi nekim sportom, a ne da se bavi šahom. Najmlađi sin Mike tipičan je primjer adolescenta koji je tek ušao u pubertet te ga samo zanima seks.
Larryjev najbolji prijatelj Kenny, muslimanske je vjere te živi s ocem i majkom preko puta Goldovih. Kenny se uvijek ponaša drugačije od svih, jedini mu je prijatelj Larry s kojim se bavi šahom i skuplja stripove. Nakon nekog vremena Kenny priznaje kako ga privlači isti spol te ga se roditelji odriču i izbacuju na ulicu. Kenny se seli kod Goldovih iako ga Dave baš i ne voli. Nakon nekoliko tjedana Dave zavoli Kennyja te se prema njemu odnosi zaštitnički kao prema svome sinu.
Cijela serija se vrti oko tinejdžerskih problema, ali na kraju Goldovi isprate Hillary na maturalnu zabavu te tako završava serija.

## Sezonske ocjene
- Sezona 1: 7.21 milijuna gledatelja
- Sezona 2: nepoznato

## DVD izdanja
| Naslov             | Datum izlaska     | Br. epizoda | Specijalni dodaci |
| ------------------ | ----------------- | ----------- | ----------------- |
| Cijela prva sezona | 15. svibnja 2007. | 22          | - Izbačene scene  |

## Međunarodna prikazivanja
| Zemlja | TV                              | Vrijeme           |
| ------ | ------------------------------- | ----------------- |
|        | Nine HD                         | Nedeljom 10.30    |
|        | ORF                             |                   |
|        | VT4                             | Vikendom 18.00    |
|        | Nova Television                 | Vikendom 10.00    |
|        | RTL 2                           |                   |
|        | NTV                             |                   |
|        | HBO                             |                   |
|        | SBS Net                         | Vikendom 18.00    |
|        | M6 i Canal +                    |                   |
|        | RTL2                            |                   |
|        | HBO                             |                   |
|        | TVN Siedem                      | Vikendom 19:30    |
|        | Stöð 2                          |                   |
|        | RTÉ, E4 i Channel 4             |                   |
|        | Joi                             |                   |
|        | NTV                             |                   |
|        | TV1                             | Vikendom 14:00    |
|        | NET5                            |                   |
|        | TV2                             |                   |
|        | TV Norge                        | Vikendom 16:30    |
|        | JackTV                          |                   |
|        | Pro Cinema                      |                   |
|        | TV Avala                        | Vikendom 19.55    |
|        | TV Markíza                      | Vikendom 13.25 pm |
|        | Kanal A                         | Vikendom 16.40 pm |
|        | SABC3, M-Net, M-Net Series i Go |                   |
|        | Kanal 5                         |                   |
|        | SF zwei                         |                   |
|        | Yes Stars Comedy                |                   |
|        | ComedyMax                       |                   |
|        | E4 and Channel 4                |                   |
|        | 1+1                             |                   |
|        | Venevisión                      |                   |

## Vanjske poveznice
- Warner Brothers announces Season 1 DVD  Arhivirana inačica izvorne stranice od 16. prosinca 2012. (Wayback Machine)
- Interview with series writer Bill Kunstler and script for unproduced episode.